# مجد كيال
مجد كيّال (1990-)، هو أديب وكاتب وصحفي فلسطيني ولد في مدينة حيفا في الداخل الفلسطيني. حائز على جائزة عبد المحسن القطّان للأديب الشاب عام 2016 وله عملان أدبيان والعديد من الأبحاث والمقالات.

## حياته الشخصية
ولد مجد كيّال في مدنية حيفا لعائلة مهجّرة من قرية البروة، يحمل كيّال شهادة بكالوريوس في الفلسفة العلوم السياسية من الجامعة العبرية في القدس. في عام 2011 سافر على متن سفينة تحرير الكندية بالإضافة لسفينة أخرى تدعى حرّيّة وهي إيرالندية، ضمن أسطول أمواج الحرية الهادف لكسر الحصار على قطاع غزة. لكن قوات البحرية الإسرائيلية اعترضت الأسطول ومنعتها من الإبحار لقطاع غزة واعتقلت من كانوا على متن السفن ومن بينهم الناشط مجد كيّال. وفي عام 2014 وبدعوة من صحيفة السفير سافر مجد كيّال لبيروت للاحتفال على مضي أربعين عاما على تأسيس الصحيفة، وحين عودته إلى البلاد اعتقلته قوّات الأمن الإسرائيلية واقتاده مقيّدا لبيت أهله في حيفا ثم ألقي في زنزانة لمدّة ستة أيام وخضع خلالها للتحقيق قبل أن يحال إلى الحبس المنزلي مع قيود منها منع السفر خارج البلاد. وهو عضو ناشط في شبكة السياسات الفلسطينية.

## مسيرته المهنية والأدبية
يكتب مجد كيّال في العديد من المواقع الفلسطينية والعربية مثل: السفير ومتراس وعرب 48 وفسحة وقديتا، في المجال السياسي والنقد الثقافي. ألّف كيّال كتابه الأول مأساة السيّد مطر (2016) تقع في 112 صفحة صادرة عن دار الأهليّة عمّان، تتبع الرواية لجانر الرواية الكابوسية وهي كذلك متنوعة الأساليب تناقش واقعًا تاريخيًا بلغة فلسفية دينية وغنوصية، نال الكاتب عن هذه الرواية جائزة عبد المحسن القطّان للأديب الشاب للعام 2015. في عالم الأطفال كتب مجد مجموعة قصائد للأطفال غنتها رنين حنّا ولحنها فرج سليمان، كما كتب خصيصا شعرًا بالمحكية الفلسطينية لألبوم غنائي غناه وأصدره فرج سليمان. في عام 2019 أصدر كيّال روايته الموت في حيفا عن دار الأهلية تقع الرواية في 176 عن القطع المتوسط أما الغلاف فقد صممه الفنان زهير أبو شايب، تختلف صور الموت في الرواية من الموت الإجرامي والموت من الحب والموت الرتيب تعرّض في طريقة خيالية ومسرحية أحيانا. قصص في الحزن العام هي مجموعة من القصص كتبها مجد كيّال أخرجتها خلود باسل وألقيت على خشبة مسرح خشبة في حيفا وهي عن ذلك الحزن الذي تشابك فيه مشاعر الندم والأسى وفقدان الأمل وعدم تقدير الذات التي تواجه كل إنسان فينا.

## إصدارت وجوائز
- مأساة السيّد مطر - رواية (نوفيلا). حازت على جائزة عبد المحسن قطّان (2015)
- رواية الموت في حيفا (2019)
- المجموعة القصصية - قصص من الحزن العام (2019)
- أغاني للأطفال بعنوان: قلبي غابة (2016)
- كاتب أغاني ألبوم: أحلى من برلين (2020)
- كاتب ألبوم أغاني للأطفال بعنوان: فهيم (2021)
- ألبوم غنائي: جبنا للولد بيانو (2023)
- كتاب نهر الكرمل (2023)